# Valeur nette comptable
En comptabilité, la valeur nette comptable (VNC) est la valeur brute d'un actif (prix d'achat ou coût de revient, par exemple), minorée du montant des amortissements et/ou des dépréciations.
L'équivalent anglo-saxon est Net Book Value (NBV).

## Valeur nette pour une personne
Pour une personne, par exemple une personne célèbre, la « valeur nette » représente la différence entre ce qu'elle possède et ce qu'elle doit. La valeur nette est ainsi calculée en additionnant l'argent sur les comptes bancaires courants, l'argent placé en épargne ou en prévoyance retraite, la valeur des voitures et biens immobiliers et d'une manière générale la valeur de tout ce qui peut être vendu contre de l'argent. Il faut ensuite soustraire tout ce qui est dû, comme des dettes à des particuliers, des crédits bancaires, des prêts étudiants, des hypothèques, des prêts automobiles, etc.,.
La valeur nette peut être négative si le passif excède l'actif.